# Щемля
Щемля (інші назви — Осога, Щимля) — річка в Україні, в межах Конотопського району Сумської області. Ліва притока Сейму, впадає на відстані 120 км від гирла (басейн Дніпра). 

## Опис
Довжина річки близько 14 км. Річище слабозвивисте, завширшки до 5 м. Стік річки частково зарегульовано. 
Заплава раніше була болотистою місцевістю, де гніздилося багато птахів. Після проведення меліорації в 1973 р. перетворена на луг.

## Розташування
Осога бере початок біля села Духанівки витікаючи з озера Щимля. Тече переважно на північ. Впадає до Сейму біля східної околиці села Хижок.